# Arrapha

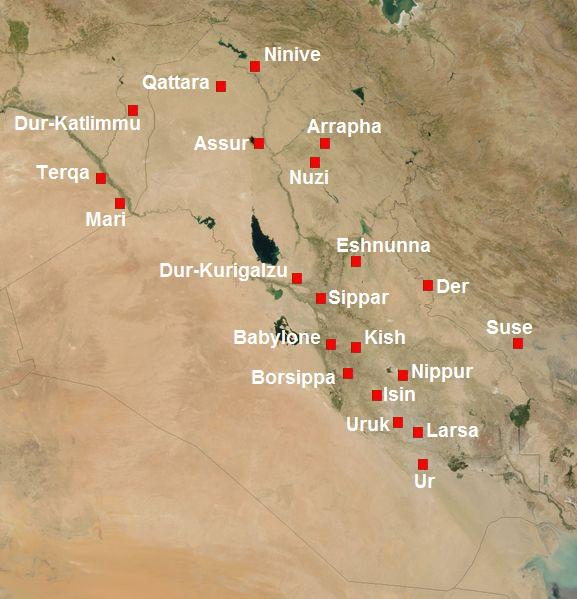
Localisation d'Arrapha et des principales villes de la Mésopotamie du IIe millénaire

Arrapha est une ville antique de la Mésopotamie, située à l'emplacement de la ville actuelle de Kirkouk, en Irak. Elle n'a de ce fait pu être fouillée, et n'est connue que par les sources textuelles.
Arrapha était un des anciens centres de la Haute Mésopotamie. Sise aux marges de la plaine, elle joue un rôle commercial d'intermédiaire avec le plateau iranien à l'est.
Au XIVe siècle, la ville est le siège d'un petit État vassal du Mittani. En 1235 av. J-C, la ville est l'objet de combats entre Babylone et l'Assyrie. Sous l'empire néo-assyrien, la ville est le siège d'une importante province. Elle est située en marge du cœur historique de l'empire. À ce titre, elle bénéficie d'un certain nombre de privilèges.